# أم رامح (جرش)
أم رامح منطقة سكنية تقع في لواء قصبة جرش، محافظة جرش في الأردن. تنتمي المنطقة لقضاء جرش الذي يضم 39 منطقة. يقدر عدد سكانها بـ 103 نسمة حسب إحصاء 2015.

## الوصلات الخارجية
- دائرة الاحصاءات العامة